# シカン博物館
シカン博物館又はペルー国立シカン考古学博物館（スペイン語: El Museo Arqueologico Nacional Sicán）は、ペルー北沿岸部のランバイエケ県フェレニャフェにある考古学博物館。主にフェレニャフェ近くの遺跡から出土したシカン文化の土器や金属器などの考古遺物を展示・所蔵する。

## 施設の沿革及び目的
シカン文化ないしランバイエケ文化は、およそ8世紀から14世紀の間にペルー北沿岸部（コスタ・ノルテ）に栄えたプレ・インカ文化の一つ。1375年頃のチムー王国による征服で終わった。高度な冶金技術で知られ、数々の金製、砒素銅製の金属器が出土している。金で造られたものの例としては、巨大な黄金の仮面や、金で作られたトゥミ (考古学)と呼ばれる儀礼用の小刀が有名である。
シカン文化における宗教儀礼の中心地であったと考えられるトゥクメやポマの森歴史保護区には、日干し煉瓦で作られた遺跡があり、シカン博物館から日帰りで行ける。シカン博物館はポマの森歴史保護区における30年にわたる学術調査の成果である。建設に日本企業の援助を得て2001年3月に開館。2002年には研究保存設備の充実にあたり日本政府の文化無償協力も受けている。日本との縁が深い。また、展示に際してはアメリカの南イリノイ大学の研究者らの実証的研究に依拠している。
シカン博物館が目標とする課題は、フェレニャフェ郡のシカン文化の遺産を研究し、保全し、展示及び普及することである。また、ランバイエケにかつて存在した複数の文化それぞれに生きた先祖のアイデンティティを強化することに努め、もって、今を生きる郷土のコミュニティの自尊心と文化価値を高めることを目的としている。また、フェレニャフェ郡の持続可能な農村開発に資する文化的な取り決めの基盤を作成しようとしている。